# La Résistance (Falguière)
Pour les articles homonymes, voir Résistance et La Défense de Paris.

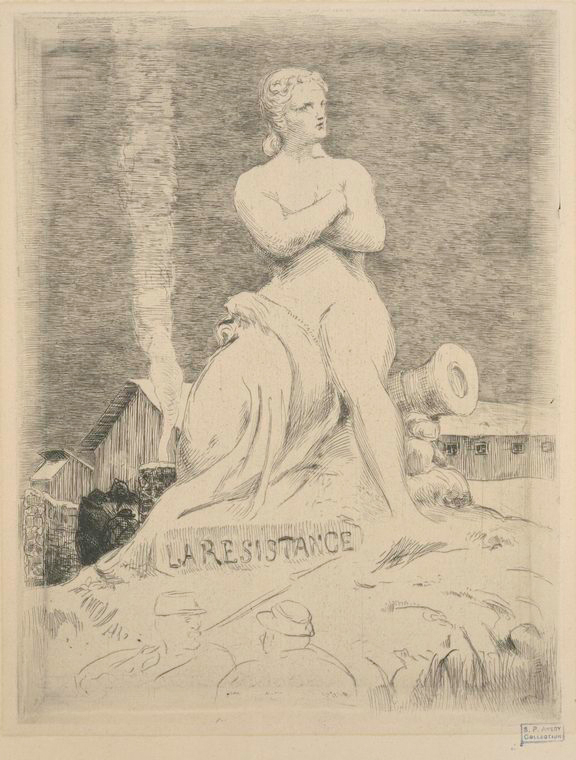
Gravure de Bracquemond de la sculpture de Falguière.

La Résistance,, parfois appelée La Défense de Paris, est une statue de neige de 2,74 mètres de haut représentant une femme nue avec un canon. Elle est réalisée le 8 décembre 1870 par Alexandre Falguière au cours du siège de Paris pendant la guerre franco-prussienne.

## Historique
Falguière est alors membre d'une compagnie de la Garde nationale regroupant de nombreux artistes et intellectuels dont Félix Philippoteaux. Falguière, aidé de ses camarades, érige la statue en quelques heures pour symboliser la résistance française à la Prusse. Le croquis de Philippoteaux de la sculpture est publié plus tard dans le mois. La statue devient une attraction touristique, avec un buste de neige moins célèbre d'Hippolyte Moulin à proximité. Théodore de Banville écrit une ode et Félix Bracquemond réalise une eau-forte éditée par Faustin Betbeder.

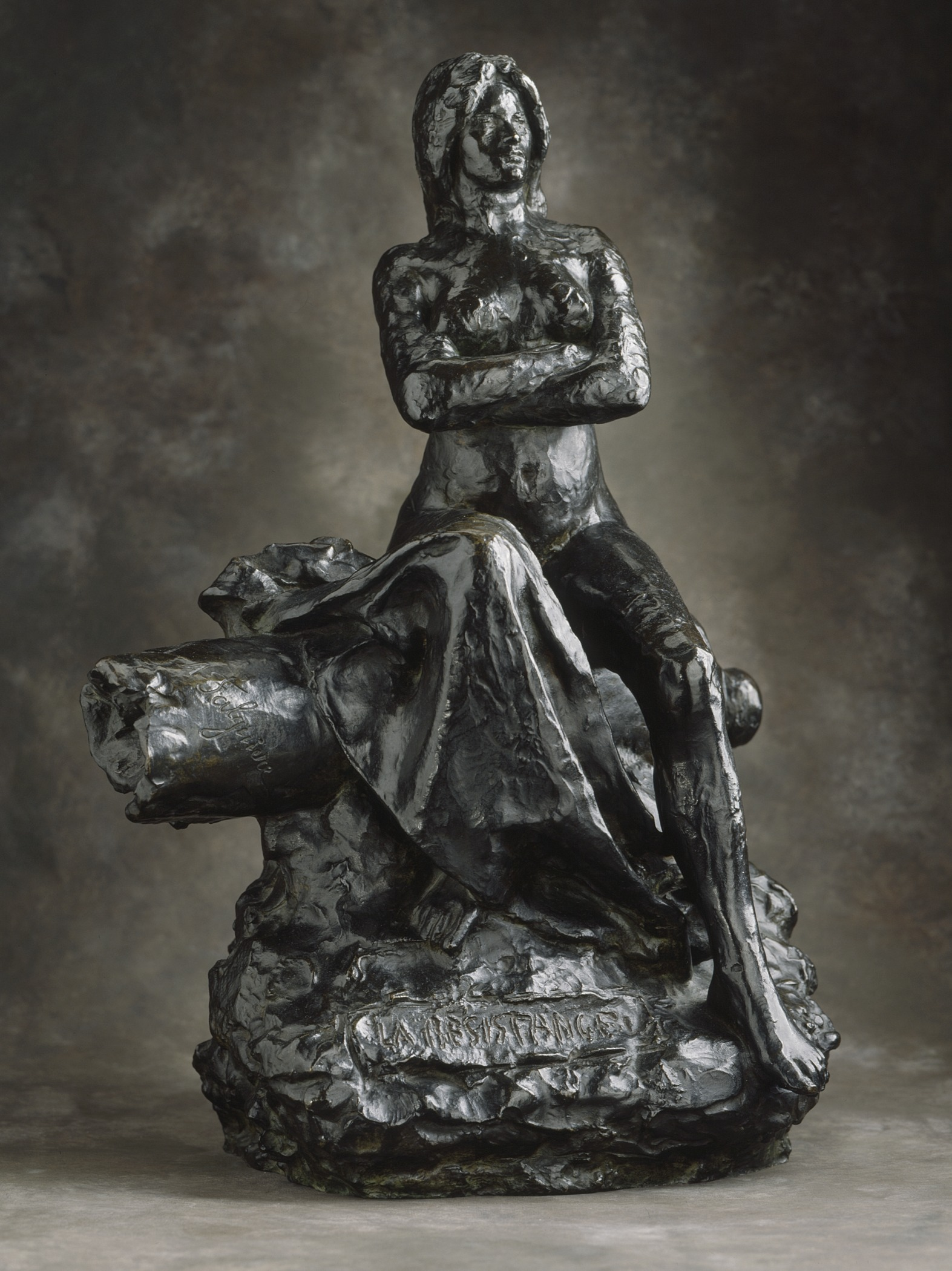
Reproduction en bronze conservée au LACMA.

Après la fonte de la sculpture de neige, les tentatives de Falguière de la recréer dans un médium plus permanent échouent, manquant la spontanéité de l'original. C'est le premier nu féminin de Falguière, un sujet dans lequel il se spécialisera plus tard.

## Description
Cette allégorie de la résistance à l'envahisseur est représentée sous les traits d'une femme nue, sa cuisse gauche couverte par un drap. Elle est assise les bras croisés sur un canon, le « regard fier, l'attitude énergique », « farouche », avec un « air d'indomptable résolution ». À ses pieds sont gravés les mots « La Résistance ».